# Georg Groscurth

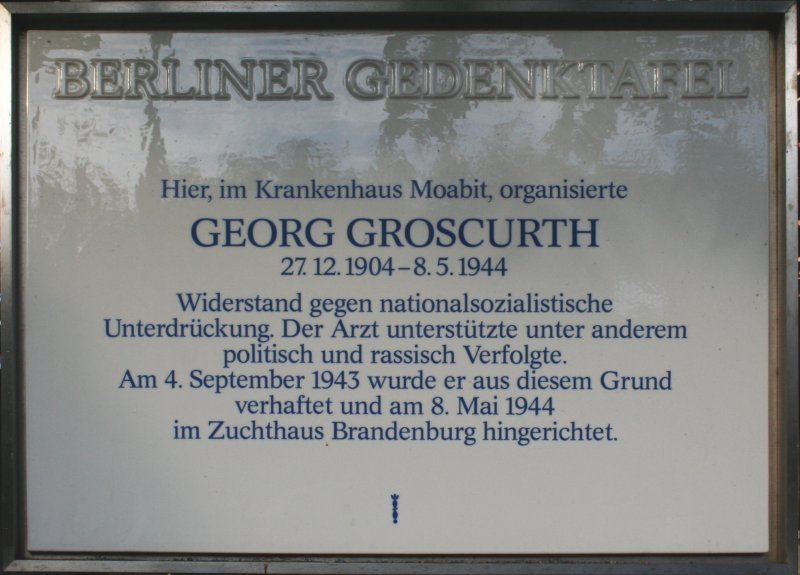
Placa conmemorativa de Georg Groscurth

Georg Groscurth (n. Unterhaun; Hesse-Nassau, Alemania, 27 de diciembre de 1904 - f. prisión de Brandenburg-Görden; 8 de mayo de 1944) fue un doctor en medicina del Instituto Kaiser Wilhelm en Berlín, miembro del grupo de Resistencia alemana al nazismo denominado Europäische Union que organizó la resistencia en los campos de trabajo y concentración de la región de Orianenburg.

## Biografía
Georg Groscurth nació en Unterhaun en 1904, era hijo de una familia de agricultores y terratenientes. Cursó estudios de medicina en diferentes universidades regionales hasta lograr un doctorado en la Universidad de Berlín en 1932.
Fue admitido en el Instituto Kaiser Wilhlem de Berlín donde conoció al químico Robert Havemann con quien iniciaría la resistencia más adelante. Fue testigo en 1933 de la persecución de académicos y personalidades del mundo científico por sus raíces judías.
Adicionalmente, Groscurth trabajó en el Hospital Robert Koch y Moabit y ejerció como catedrático en la Universidad Friedrich Wilhelm en Berlín. Georg Groscurth, tuvo entre sus pacientes en 1940 a Rudolf Hess, eminente personalidad del nazismo en la Universidad de Friedrich Wilhelm quien le confió en sus consultas, algunas directrices antisemitas dictadas por Hitler que se aplicarían a futuro en Alemania y los territorios de Polonia y por conquistar de la Unión Soviética y Groscurth se las transmitió a Havemann. Tanto Havemann como Groscurth, se asociaron con Pablo Rentsch, un odontólogo y el arquitecto Herbert Richter Lukian y fundaron la organización secreta de resistencia llamada Europäische Unión (Unión Europea) cuya misión era organizar la resistencia en sus ámbitos profesionales buscando entorpecer desde sus privilegiados puestos con acciones disidentes, las maquinaciones del régimen nazi.
De este modo, cada vez que se pudo Groscurth licenció a cuanto soldado cayó en sus consultas declarándolos
"no apto para el combate", escondieron a judíos y fugitivos políticos, establecieron contacto con los aliados a través de la Cruz Roja Internacional y además organizaron en 1943, una suerte de resistencia entre los soviéticos prisioneros en los campos de trabajo forzados que eran satélites del Campo de concentración de Sachsenhausen. En estas actividades conoció a la médica prisionera forzada ucraniana Galina Fiódorovna Románova que fungía como médico esclavo en Wildau, le proporcionó medicamentos, apoyo médico y junto a ella organizó la resistencia.
Groscurth y su grupo fueron descubiertos gracias a una torpe infidencia fatal por la Gestapo y él mismo resultó detenido el 4 de septiembre de 1943 y llevado a la prisión de Brandenburg-Görden . Fue sometido a torturas y bajo presión develó las implicancias de los grupos de resistencia en los campos de trabajo soviéticos, siendo descubierta y detenida Galina Fiódorovna Románova y quienes le ayudaban.
Georg Groscurth fue condenado a muerte por el "Tribunal del Pueblo" (Volksgerichtshof) presidido por el i juez Roland Freisler y a guillotinado el 8 de mayo de 1944.
Georg Groscurth fue reconocido por Yad Vashem con el sitial de honor israelí de Justo entre las naciones.